# Plaza del Coso (Peñafiel)

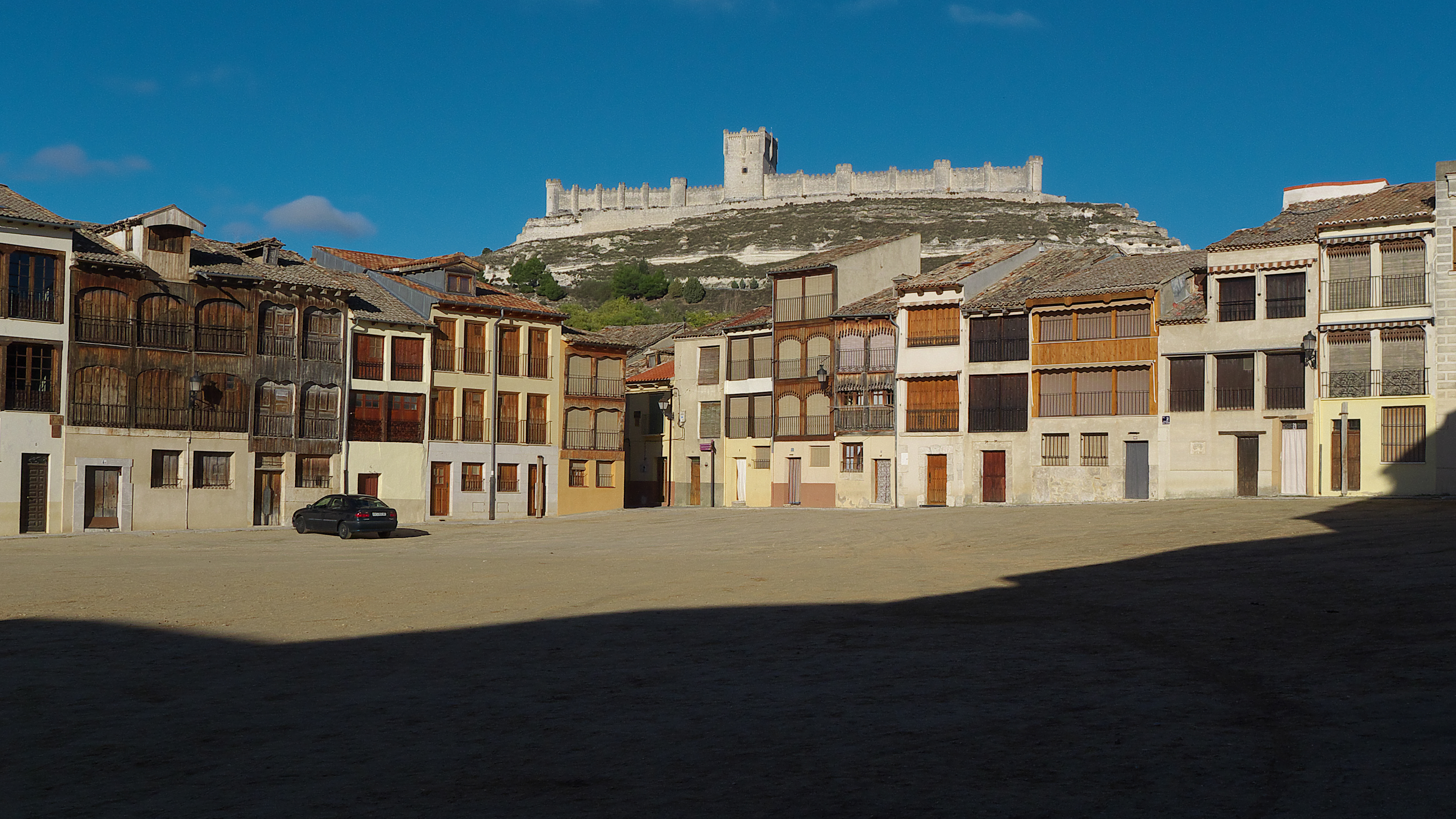
Plaza del Coso, Peñafiel – darüber die Burg Peñafiel

Die zu Füßen des Burgbergs gelegene denkmalgeschützte Plaza del Coso in der nordspanischen Kleinstadt Peñafiel gehört zu den besterhaltenen und eindrucksvollsten Plätzen des Landes. Sie wird alljährlich während der vom 13. bis 18. August stattfindenden Fiesta zu Ehren von San Roque zu einem Stiertreiben (encierro) genutzt. Auch für das am Ostersonntag stattfindende Fest La Bajada del Angel („Die Herabkunft des Engels“) dient der Platz seit den 1960er Jahren als Kulisse.

## Geschichte
Unter dem Namen Corro oder Corro de los Toros ist die Existenz des längsrechteckigen Platzes schon im Mittelalter bezeugt. Die umgebenden Gebäude stammen größtenteils aus dem 15. bis 18. Jahrhundert; sie sind allerdings heutzutage in den meisten Fällen unbewohnt und werden nur noch während der Festveranstaltungen genutzt.

## Architektur
Anders als die königlichen Platzanlagen des 16. bis 18. Jahrhunderts (allen voran die Plaza Mayor in Madrid und die Plaza Mayor von Salamanca) unterlag die Plaza del Coso von Peñafiel keiner einheitlichen Planung, sondern entstand auf einem wahrscheinlich bereits seit dem Mittelalter tradierten Grundriss. Unter den 48 meist dreigeschossigen Häusern, die den etwa 3500 Quadratmeter großen und nur über zwei Eckeingänge zugänglichen Platz umgeben, befindet sich ungewöhnlicherweise kein einziges öffentliches Gebäude (Kirche, Rathaus etc.).

## Gebäude
Die umliegenden Bürgerhäuser sind ausschließlich (ehemalige) Wohngebäude, deren hölzerne Balkone einerseits als Schattenspender für die jeweils unterhalb gelegenen Räume dienten, andererseits als Tribünen während des alljährlichen Stiertreibens genutzt wurden und werden. Sie bestehen jeweils aus einem steinernen Erdgeschoss, in welchem sich die Küche und Lager- bzw. Geschäftsräume befanden, sowie zwei weitgehend als Holzkonstruktionen errichteten Obergeschossen, die als Aufenthalts- und Schlafräume genutzt wurden. Die unterschiedlich breiten und hohen Häuser haben sowohl Satteldächer als auch Pultdächer, die allesamt traufständig zum Platz stehen.